# Бержье, Жак
Жак Бержье (фр. Jacques Bergier, при рождении Яков Моисеевич Бергер; 8 августа 1912, Одесса — 23 ноября 1978, Париж) — французский писатель-фантаст, издатель и переводчик, журналист, детектив, инженер; участник французского Сопротивления. В 2002 году была учреждена премия его имени в области фантастической литературы на французском языке.

## Биография
Родился в еврейской семье: отец — одесский купец второй гильдии Моисей Герц-Мойшевич Бергер (1880—?), мать — Этля Янкель-Сруловна Кременeцкая (1886—?), дочь также купца второй гильдии. Сестра — Иза (1917). Родители заключили брак в Одессе 4 июля 1910 года.
Жак Бержье был одаренным ребёнком, в четырёхлетнем возрасте мог легко читать на русском, французском и еврейском языках. Он обладал навыками скорочтения, прочитывая от 4 до 10 книг за день. Никогда не посещал школу, занимаясь с учителями частным образом. В интервью телевизионной сети RTS Бержье рассказал, что его IQ составляет 160.
В 1920 году из-за погромов в Гражданскую войну семья Бержье была вынуждена уехать в Кременец, на родину Этли. Жак стал посещать еврейскую школу и был в восторге от изучения каббалы. Помимо этого изучал математику, физику, немецкий и английский языки. Он перечитывал все, что мог достать, но особенно его увлекала научная фантастика.
В 1925 году семья переезжает во Францию. Там Бержье оканчивает лицей Сен-Луи и Высшую химическую школу в Париже. В 1936 году становится ассистентом физика Андре Хельбронера, который будет убит гестаповцами в конце Второй мировой войны. Они совместно занимались исследованиями торможения электронов в тяжёлой воде. Работая в области ядерных исследований, Бержье всё глубже погружается в мир мистики и алхимии. Позднее он заявил, что в июне 1937 года встретился с Фулканелли и якобы совершил алхимическое превращение натрия в бериллий.
Во время Второй Мировой войны участвовал в движении Сопротивления в Лионе. Благодаря работе подразделения, в котором служил Бержье, удалось выяснить координаты немецкого ракетного центра в Пенемюнде и произвести его бомбардировку в 1943 году. 23 ноября 1943 года он арестован гестапо и подвергнут пыткам. С марта 1944 года — узник концлагеря Маутхаузен. Освобождён союзниками в феврале 1945 года, вес его к тому времени составлял 35 кг. Вернулся во Францию 19 мая 1945 года. После освобождения большую часть того же года работал в Direction générale des études et recherches — спецслужбе, занятой поисками ядерных технологий в Германии. Им удалось захватить выдающегося авиаконструктора Вилли Мессершмита и готовые ракеты Фау-1 и Фау-2.
19 марта 1949 года женился на Жаклин Бернардо, 28-летней уроженке Бордо, с которой оставался в браке до своей кончины.
После 1950 года Бержье решил сменить род деятельности, став французским корреспондентом журнала фантастики Weird Tales, и предложил издателю Роберу Лафону издать серию французских переводов фантастической литературы. Первым перевел на французский Лавкрафта, которым чрезвычайно восхищался. В 1954 г. познакомился с Луи Повелем, в соавторстве с которым в 1960 г. издал свою главную работу — «Утро магов». В общей сложности работа над книгой заняла пять лет; материалы и черновики сохранились и образовали в 2007 году фонд Повеля в Национальной библиотеке Франции.
С 1961 года издавал журнал «Планета» (совместно с Повелем и Франсуа Ришардье). В своей книге «L’aventure mystérieuse» Бержье заявил, что он видел на всех конференциях, посвященных науке или проблемах планеты, «группу мужчин в чёрном со зловещей внешностью, всегда одну и ту же», роль которой заключается «в предотвращении слишком быстрого и широкого распространения знаний». Он утверждал, что проследил существование этого заговора до самой глубокой древности, приписывая им, в частности, уничтожение Александрийской библиотеки.
В 1955 г. Бержье перевёл на французский язык «Книгу проклятых» — главный труд американского писателя Чарльза Форта.
Утверждал, что владел 14-ю языками.